# Weltcup

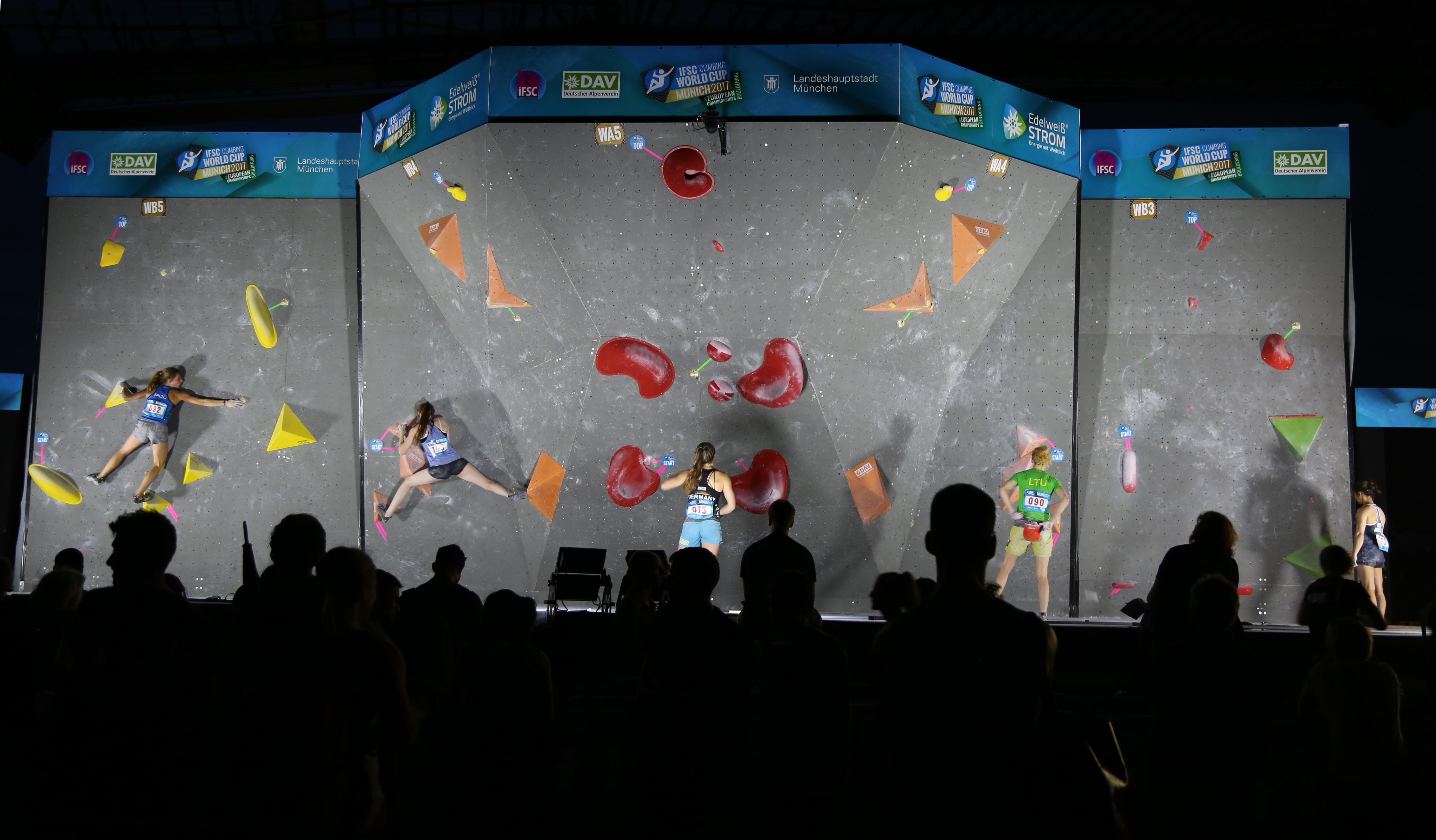
Boulder-Worldcup 2017 in München

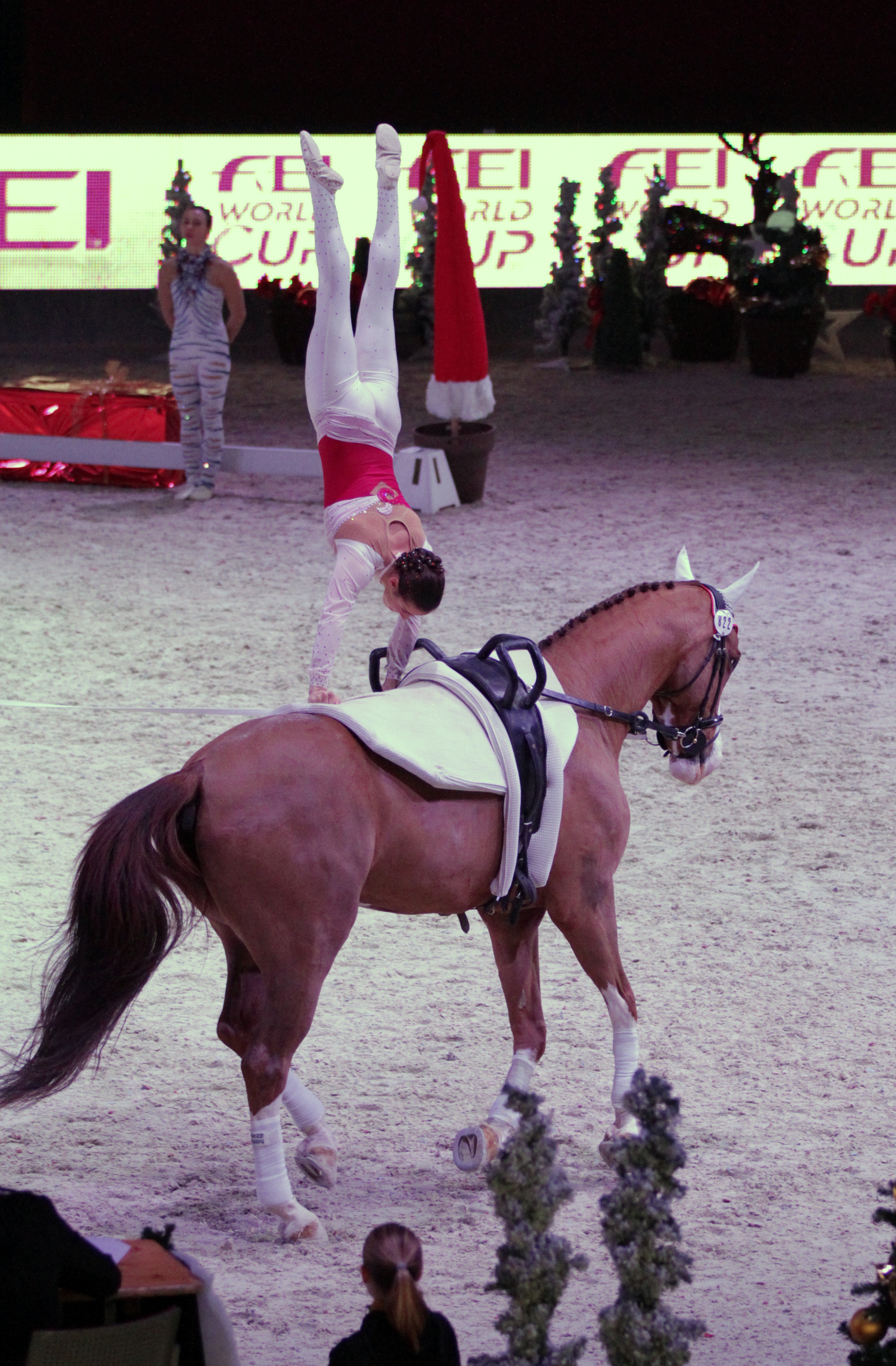
Anna Cavallaro beim Voltigierweltcup von Salzburg 2012

Ein Weltcup ist eine weltweite, jährlich ausgetragene sportliche Veranstaltungsserie. 
Zahlreiche weitere sportliche und nicht sportliche Veranstaltungen mit einem anderen Austragungsmodus führen diese Bezeichnung (siehe World Cup).
Weltcup-Veranstaltungen werden vom jeweiligen Dachverband der Sportart organisiert. Ein Weltcup besteht aus mehreren Wettbewerben, die über eine Saison verteilt meist an verschiedenen Orten ausgetragen werden. Ihren Platzierungen bei den Weltcups entsprechend erhalten die Sportler Punkte. Gesamtweltcupsieger wird der Teilnehmende, der im Laufe der Saison die meisten Punkte erreicht.
In vielen Sportarten werden solche Wettkampfserien als Weltmeisterschaft ausgetragen, beispielsweise im Motorsport, z. B. bei der Formel 1, oder beim Triathlon. Keine klassische Weltcups sind der Geher-Weltcup, Orientierungslauf-Weltcup und der Leichtathletik-Weltcup.
Unter anderem werden die folgenden Weltcups ausgetragen:

## Pferdesport
- FEI Jumping World Cup, Weltcup im Springreiten
- FEI Dressage World Cup, Weltcup im Dressurreiten
- FEI World Cup Eventing, Weltcup in der Vielseitigkeit
- FEI World Cup Driving, Weltcup im Vierspännerfahren
- FEI Vaulting World Cup, Weltcup im Voltigieren

## Wassersport
- Schwimm-Weltcup (seit 1989), jährliche FINA-Wettkampfserie in mehreren Disziplinen für Männer und Frauen
- Weltcup im Wasserspringen (seit 1979), zweijährige FINA-Wettkampfserie

Kanu
- Kanurennsport-Weltcup
- Kanuslalom-Weltcup
- Kanu-Wildwasserrennsport-Weltcup
- Kanufreestyle-Weltcup

## Wintersport

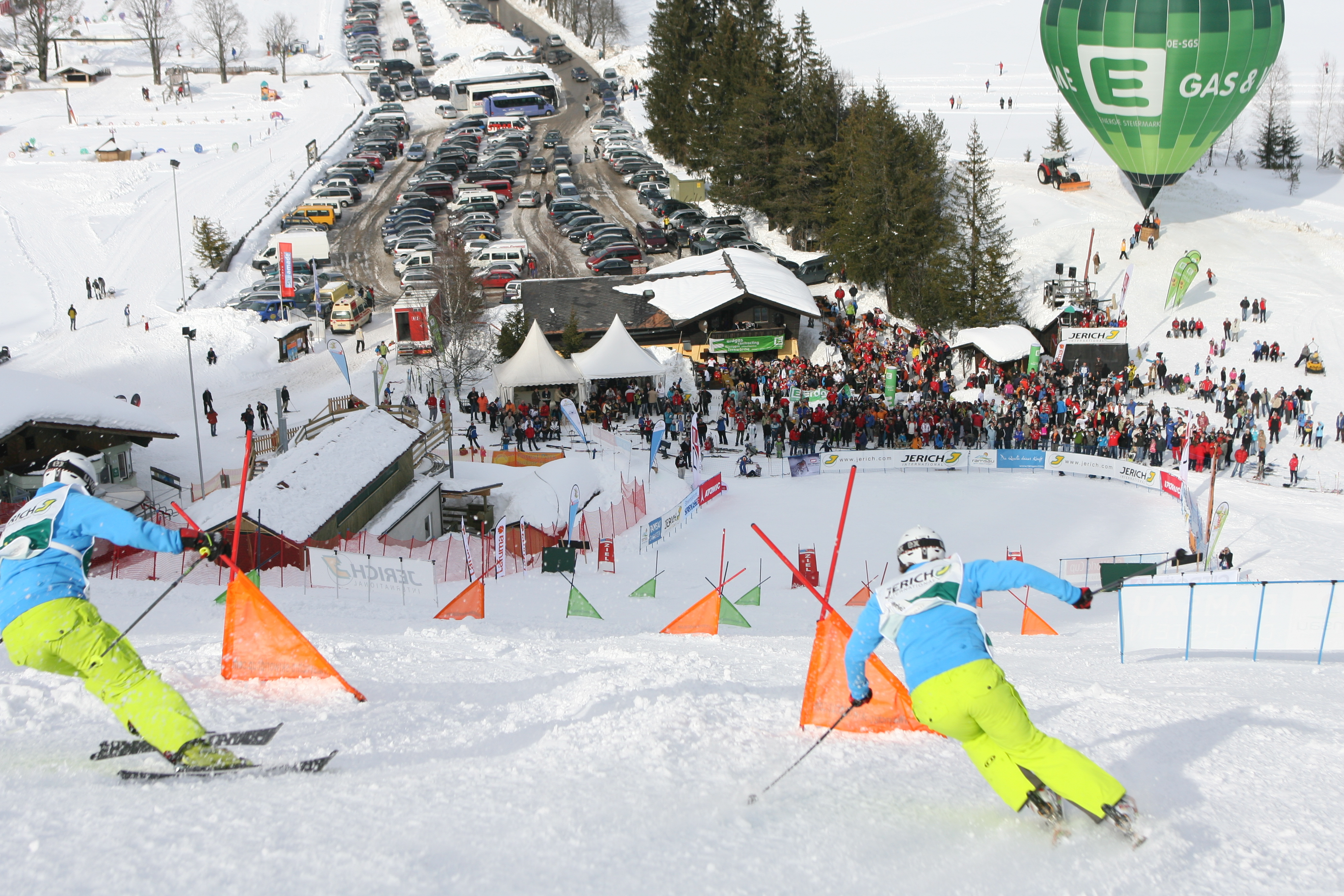
Synchro Ski Weltcupfinale in Ramsau am Dachstein 2009

- Curling World Cup (seit 2018) jährliche Turnierserie im Curling
- Eisschnelllauf-Weltcup (seit 1985), jährliche internationale Rennserie
- Shorttrack-Weltcup, jährliche Shorttrack-Rennserie im Eisschnelllaufen
- Snowboard-Weltcup (seit 1994), jährliche FIS Wettkampfserie

Alpin (Ski mit fester Bindung)
- Alpiner Skiweltcup (seit 1967), jährliche FIS Rennserie
- Freestyle-Skiing-Weltcup (seit 1980), jährliche FIS Wettkampfserie
- Speedski-Weltcup (seit 2000), jährliche FIS Rennserie
- Synchro Ski World Cup, jährliche Ski-Rennserie für Paare (Männer-, Frauen- und Mixed-Paare treten gemeinsam an)
- Grasski-Weltcup (seit 2000), jährliche FIS Rennserie
- Inline-Alpin-Weltcup (seit 2010), jährliche CIRA Rennserie

Nordisch (Ski mit beweglicher Bindung)
- Skilanglauf-Weltcup (seit 1981), jährliche FIS Rennserie
- Skisprung-Weltcup (seit 1979), jährliche FIS Wettkampfserie
- Nordische Kombination Weltcup (seit 1983), jährliche FIS Wettkampfserie
- Biathlon-Weltcup (seit 1978), jährliche internationale Wettkampfserie für Männer und Frauen
- Telemark-Weltcup (seit 1995), jährliche FIS Wettkampfserie
- Ski-Orientierungslauf-Weltcup (seit 1989), jährliche IOF Wettkampfserie für Männer und Frauen
- Rollerski-Weltcup (seit 2000), jährlich stattfindende FIS-Wettkampfserie

Rodeln/Bob
- Bob-Weltcup (seit 1983), jährliche internationale Rennserie in mehreren Disziplinen für Männer und Frauen
- Naturbahnrodel-Weltcup (seit 1992), jährliche FIL Rennserie
- Rennrodel-Weltcup (seit 1977), jährliche FIL Rennserie
- Skeleton-Weltcup (seit 1986), jährliche internationale Rennserie im Skeleton-Rodeln

## Weitere Sportarten

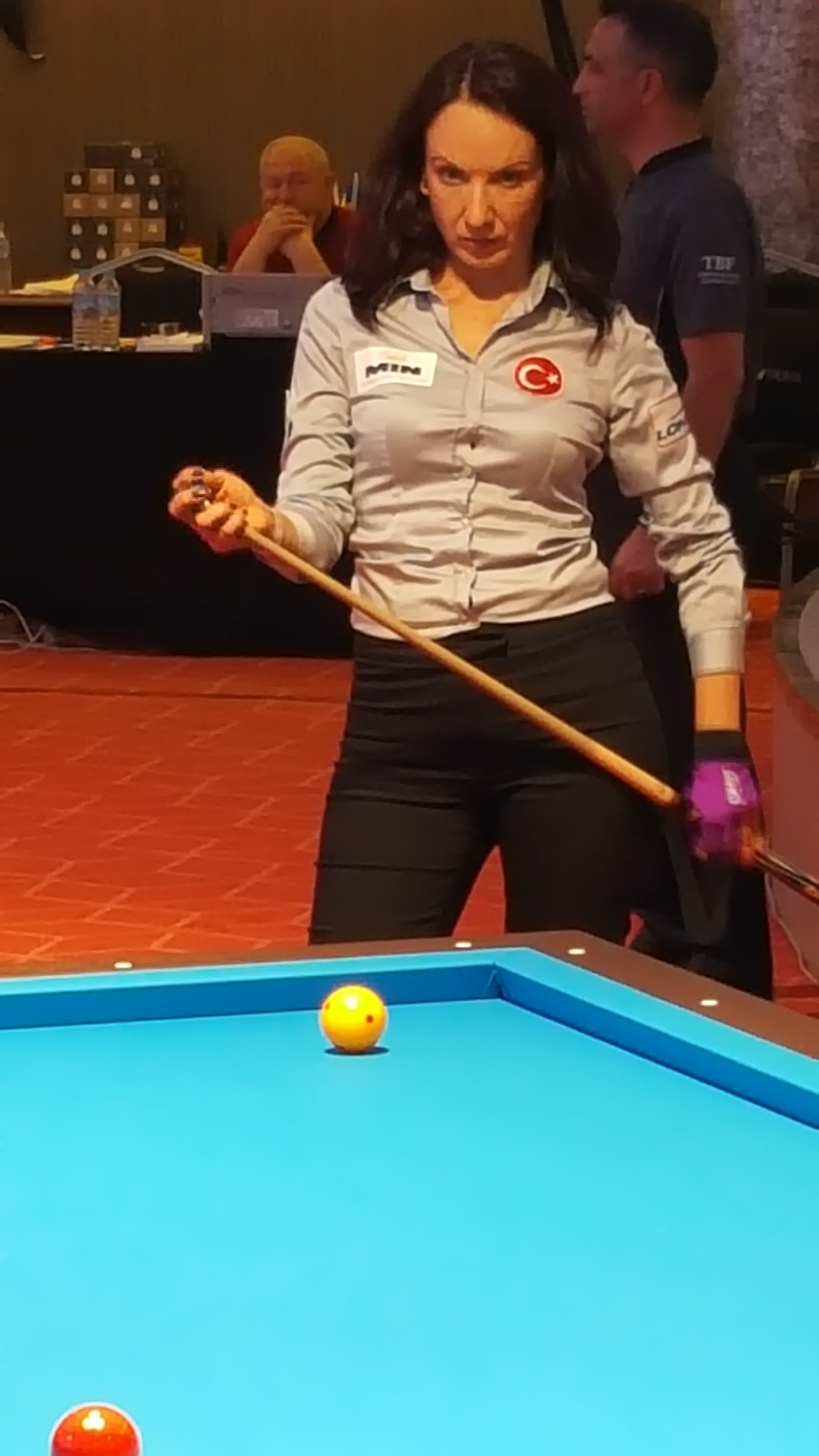
Dreiband-Weltcup, 2018

- Dreiband-Weltcup seit 1986 jährliche internationale Turnierserie im Karambolage
- Paragliding World Cup (seit 1992), jährliche Wettkampfserie im Gleitschirm-Streckenfliegen
- Kitesurf World Cup, jährliche deutsche Austragung einer internationalen Wettkampfserie
- Kletter-Weltcup seit 1989 jährliche IFSC-Serie von Kletterwettkämpfen in den drei Disziplinen Lead, Bouldern und Speed für Männer und Frauen
- Ruder-Weltcup (seit 1990), jährliche FISA-Regattaserie in mehreren Disziplinen für Männer und Frauen
- Turn-Weltcup (seit 2011), jährliche Wettkampfserie
- Windsurf-Weltcup (seit 1983), jährliche Profi-Regattaserie, auch PWA Worldtour
- World-Inline-Cup (seit 2000), jährliche FIRS-Wettkampfserie im Inline-Speedskating